# Nykøbing FC
Nykøbing FC er en fodboldklub i Nykøbing Falster. Nykøbing FC's 1. hold spiller til dagligt i CampoBet 3. Division, og 2. holdet spiller i Sjællandsserien.
Klubben blev stiftet 1. juli 2013, da de to traditionsrige Nykøbingklubber og tidligere rivaler B.1901 og B.1921 fusionerede. Allerede i 1994 havde de to klubber dannet en fælles overbygning, som først havde navnet Nykøbing Falster Alliancen og 1. januar 2006 tog navneforandring til Lolland-Falster Alliancen. Overbygningen gjaldt dog kun det professionelle elitehold, som samlede de to klubbers bedste spillere, mens B.1901 og B.1921's arbejde med øvrige hold, ungdomsarbejde osv. fortsatte i de to oprindelige klubber.
I 2015 tilførte de to lokale berømtheder Claus Meyer og Claus Jensen klubben flere mio. kr. og en ambitiøs plan for at rykke klubben op i Superligaen i løbet af de næste fem år. Det lykkedes at rykke op til 1. division det følgende år, men efter nogle sæsoner rykkede klubben atter ned i 2. division, og i 2025 videre ned i 3. division.
I 2024 rundede klubben med 1.006 medlemmer for første gang nogensinde et medlemstal på over 1.000 medlemmer.
Nykøbing FC arrangerer hvert år Pinse Cup, der er landets største stævne for børnefodboldspillere i alderen 9-11 år med ca. 2000 deltagende drenge og piger.

## Historie

### Baggrund
Nykøbing Falster havde i årtier et stærkt fodboldhold i den traditionsrige klub B.1901, som var et af provinsens stærkeste fodboldhold i 1910'erne og 1920'erne, havde en ny storhedstid under træneren Kurt Nielsen i 1960'erne og 1970'erne og spillede i den bedste række (den daværende 1. division) indtil 1982. I tilgift havde byen også et andet fodboldhold, B.1921, der ligeledes spillede i Danmarksturneringen i en lang årrække. Da professionel fodbold blev indført i Danmark i 1977, startede det imidlertid en stor nedtur for byens fodboldhold, hvis bagland ikke havde de økonomiske kræfter til at professionalisere sporten på samme niveau som i en række andre danske byer. B.1901 rykkede ned flere gange og til sidst helt ud af Danmarksturneringen.
Det førte til lokale planer om at slå kræfterne sammen, og i 1994 blev der dannet en fælles overbygning mellem de to Nykøbingklubber i form af Nykøbing Falster Alliancen (senere Lolland-Falster Alliancen, ofte blot omtalt som Alliancen), der dannede et fælles førstehold af de to klubbers bedste spillere. B.1901 og B.1921 fortsatte dog som selvstændige klubber med egne ungdomsafdelinger, andethold mv. Alliancens hold havde vekslende sportslig succes og spillede i sin levetid både i Danmarksserien, 2. division og 1. division i flere omgange. 

### Etablering og Superligaplan
Konstruktionen med to fortsat selvstændige klubber gav forskellige gnidninger, og 1. juli 2013 tog klubberne skridtet videre og fusionerede 1. juli 2013 helt til den nye fælles Nykøbingklub Nykøbing FC. Fusionen blev markeret på dagen ved, at et flag med det nye klublogo blev hejst i begge den nye klubs anlæg, der nu lød navnene NFC Syd og NFC Nord. Nykøbing FC lå ved etableringen i 2013 i 2. division.
Klubben modtog en større økonomisk saltvandsindsprøjtning i 2015, da tre kendte personer med tidligere tilknytning til klubben gik sammen om at investere 5 mio. kr. med en plan om at føre klubben op i Superligaen i løbet af nogle år. Det var kokken og erhvervsmanden Claus Meyer og den tidligere landsholdsspiller Claus Jensen, der var hovedmændene i investeringen, mens tredjemanden var standupkomikeren og skuespilleren Mick Øgendahl. Fodboldøkonomen Jesper Jørgensen kommenterede, at pengebeløbet virkede lovlig lille til formålet, selvom investorernes plan var at forøge det samlede beløb til 10 mio. kr. ved at få andre lokale investorer med. Jørgensen vurderede, at det ville koste en klub 20-25 mio. kr. i lønninger at komme op i Superligaen, og for at matche de største klubber krævedes der lønbudgetter p 65-100 mio. kr. årligt. Også erhvervsmanden Kurt Andersen, der tidligere havde været pengemanden bag først AGF og siden FC Vestsjælland, udtalte, at han ikke troede på, at projektet ville lykkes på det budget, der var stillet til rådighed, men at ambitionerne ville kræve en større pengesum.

### Op- og nedrykninger
Ambitionerne bag investeringen gav dog i første omgang pote, da førsteholdet rykkede op i 1. division i 2016. Her spillede holdet indtil 2020, hvor de rykkede ned i 2. division i en enkelt sæson. 2021 vendte de tilbage til 1. division, men rykkede i 2023 atter ned i 2. division og i 2025 yderligere ned i 3. division.
I januar 2020 blev klubmedejeren Claus Jensen også manager og træner for divisionsholdet, hvilket han var indtil januar 2025. Her overlod han trænerjobbet til Mikkel Thygesen og fortsatte selv i en nyoprettet stilling som fodbolddirektør for klubben.
I april 2025 offentliggjorde klubben en ambitiøs 2030-strategi, hvis mål var at gøre Nykøbing FC til en af de førende 20 klubber i Danmark i løbet af de fem næste år, og samtidig igangsatte en ny aktieemission for at kunne finansiere de høje ambitioner.

### Bedste resultat i pokalturneringen
I september 2021 mødte NFC i tredje runde af DBU Pokalen FC København, og højst overraskende vandt NFC med 3-0 og slog dermed det københavnske tophold ud af turneringen. Nykøbing FC blev dog elimineret i den efterfølgende 4. runde (ottendeldelsfinalen) af Kolding IF efter en straffesparkskonkurrence med en samlet målscore på 7-8.

## Bjørn som logo
Nykøbing FC har en bjørn på sit logo, og bjørnen spiller en rolle på flere måder i klubbens sprogbrug. Klubben og dens spillere bliver således lokalt ofte betegnet som "bjørnene", og klubben har en række gange uddelt "årets bjørn" i form af en bjørnestatuette i kåringen af årets spiller.
Logoets bjørn er inspireret af springvandet Bjørnebrønden på torvet i Nykøbing. Her er der en statue af en bjørn som et minde om den russiske zar Peter den Stores besøg i byen i 1716. Bjørnen refererer således i sidste ende til den russiske bjørn.

## Eksternt samarbejde
Nykøbing FC har gjort meget ud af at understrege, at klubben ønsker at repræsentere hele Lolland-Falster og betragter hele landsdelen som sit bagland. Den har således spillet flere af sine hjemmekampe på Nakskov Stadion.
Nykøbing FC indgik i 2014 et samarbejde med Brøndby IF, hvor klubben blev et af Brøndbys 10 regionale talentcentre i Brøndbys såkaldte Masterclass-talentsatning.
I 2016 etablerede NFC et samarbejde med den lokale skole CELF, sådan at man kunne tage en uddannelse samtidig med, at man spillede for klubben.

### Pinse Cup
Nykøbing FC arrangerer hvert år Pinse Cup, der er landets største stævne for børnefodboldspillere. Flere hundrede frivillige er med til at afvikle arrangementet, hvor der i 2025 deltog 2.000 børn fra hele landet fordelt på 174 U10-, U11- og U12-hold i stævnets tre dage i pinsen.

## Resultater i Danmarksturneringen
Siden starten i 2013 har Nykøbing FC vekslet mellem at spille i 1. division, hvor det foreløbig er blevet til seks sæsoner (2016-20 og 2021-23), og 2. division. I sæsonen 2025/26 vil klubben for første gang spille i 3. division:
| N. | Række                                    | Nr.       | Statistik         | Topscorer                            | Bem.       |
| 3 | 2. division 2024/25, kvalifikationssspil | 6. plads  | 32-5-8-19 28-55   | Mikkel Dahl, 4 mål                   | Nedrykning |
| 3 | 2. division 2024/25, grundspil           | 12. plads | 22-3-3-16 15-41   | i/t                                  |            |
| 3 | 2. division 2023/24, oprykningsspil      | 6. plads  | 32-11-7-14 38-62  | Emeka Nnami, 11 mål                  |            |
| 3 | 2. division 2023/24, grundspil           | 5. plads  | 22-9-6-7 31-34    | i/t                                  |            |
| 3 | 1. division 2022/23, kvalifikationsspil  | 6. plads  | 32-6-5-21 43-73   | Luca Kjerrumgaard, 13 mål            | Nedrykning |
| 3 | 1. division 2022/23, grundspil           | 12. plads | 22-4-5-13 26-44   | i/t                                  |            |
| 3 | 1. division 2021/22, oprykningsspil      | 6. plads  | 32-10-5-17 50-63  | Mathias Kristensen, 18 mål           |            |
| 3 | 1. division 2021/22, grundspil           | 6. plads  | 22-7-4-11 35-37   | i/t                                  |            |
| 3 | 2. division 2020/21, Grp. 2              | 1. plads  | 26-19-5-2 60-22   | Mathias Kristensen, 18 mål           | Oprykning  |
| 3 | 1. division 2019/20                      | 10. plads | 33-7-12-14 47-64  | Mathias Kristensen, 9 mål            | Nedrykning |
| 3 | 1. division 2018/19                      | 8. plads  | 33-12-9-12 44-47  | Joachim Wagner og Emil Holten, 8 mål |            |
| 3 | 1. division 2017/18                      | 7. plads  | 33-10-10-13 54-59 | Mikkel Dahl, 12 mål                  |            |
| 3 | 1. division 2016/17                      | 7. plads  | 33-13-7-13 50-51  | Joachim Wagner, 14 mål               |            |
| 3 | 2. division 2015/16, oprykningsspil      | 3. plads  | 16-9-4-3 46-31    | i/t                                  | Oprykning  |
| 3 | 2. division 2015/16, Grp. 2              | 4. plads  | 14-6-4-4 20-16    | i/t                                  |            |
| 2 | 2. division Øst, 2014/15                 | 5. plads  | 30-17-4-9 69-34   | i/t                                  |            |
| 2 | 2. division Øst 2013/14                  | 9. plads  | 30-11-5-14 49-59  | i/t                                  |            |
| i/t: Ikke tilgængelig, N.: Rækkens niveau i den pågældende sæson, Nr.: Slutplacering, Bem.: Bemærkning(er) |                                          |           |                   |                                      |            |